# 天主教奧里韋拉-阿利坎特教區
天主教奧里韋拉-阿利坎特教區（拉丁語：Dioecesis Oriolensis-Lucentina）是西班牙一個羅馬天主教教區，屬巴倫西亞總教區。
教區成立於1564年7月14日，位於阿利坎特省（教座位於阿利坎特）。2007年，在當地1,490,000人口中，有教友1,315,000人，佔轄區總人口88.3%、213個堂區、398名司鐸、126名修士、869名修女。現任教區主教為赫蘇斯·穆爾吉·索里亞諾。